# Tenmu
Tenmu, född 631, död 686, var kejsare av Japan mellan 673 och 686. Han fru vär Jitō.
Asteroiden 5018 Tenmu är uppkallad efter honom.